# Marko Milenkovič
Marko Milenkovič, slovenski plavalec, * 8. marec 1976, Kranj.
Milenkovič je za Slovenijo nastopil na poletnih olimpijskih igrah 2000 v Sydneyju, kjer je osvojil 30 mesto v disciplini 400 m mešano, ter 2004 v Atenah, kjer je v isti disciplini osvojil 31. mesto. 